# Fockerby
Fockerby är en ort i civil parish Garthorpe and Fockerby, i distriktet North Lincolnshire, i grevskapet Lincolnshire, i England. Fockerby var en civil parish från 1866 till 1983 då den blev en del av Garthorpe and Fockerby. Civil parish hade 52 invånare år 1971.